# شرلی استلفوکس
شرلی استلفوکس (انگلیسی: Shirley Stelfox; ۱۱ آوریل ۱۹۴۱ – ۷ دسامبر ۲۰۱۵) هنرپیشه اهل انگلستان بود.
از فیلم‌ها یا برنامه‌های تلویزیونی که وی در آن نقش داشته‌است می‌توان به انتخاب اضطراری، فساد و هزار و نهصد و هشتاد و چهار اشاره کرد.